# La Trinité-Surzur
La Trinité-Surzur is een gemeente in het Franse departement Morbihan (regio Bretagne). De plaats maakt deel uit van het arrondissement Vannes. La Trinité-Surzur telde op 1 januari 2022 1.699 inwoners.

## Geografie
De oppervlakte van La Trinité-Surzur bedroeg op 1 januari 2022 2,3 vierkante kilometer; de bevolkingsdichtheid was toen 738,7 inwoners per km².

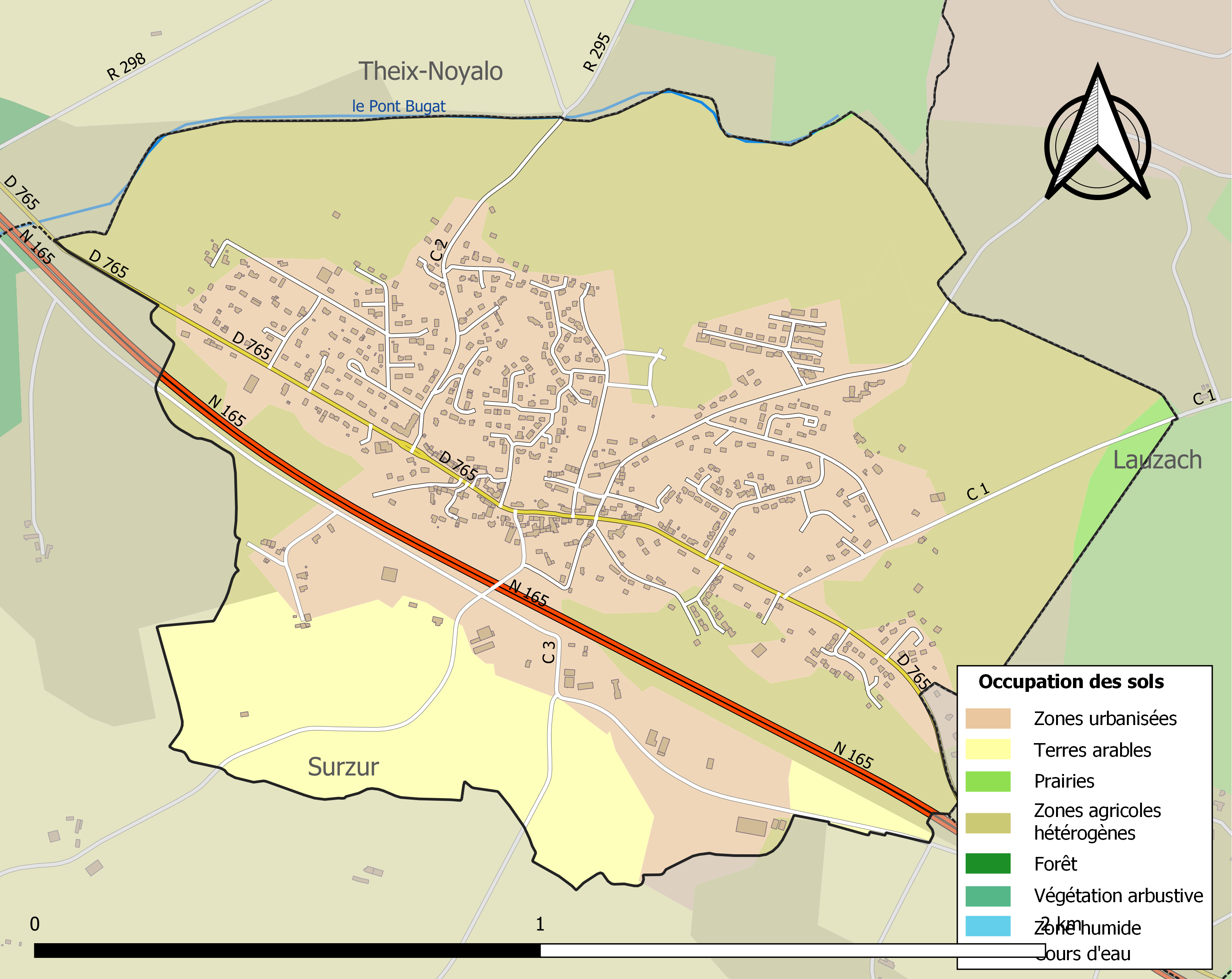
Kaart van de gemeente met de belangrijkste infrastructuur, bodemgebruik en omliggende gemeenten

## Demografie
Onderstaande figuur toont het verloop van het inwonertal, bron: INSEE-tellingen. 